# Bulova SA
Il Bulova SA (寶路華足球隊S, Bǎo lù huá zúqiú duìP) era una società di calcio di Hong Kong.

## Storia
Squadra dell'omonima azienda produttrice di orologi, il Bulova venne iscritto alla Hong Kong Third Division League nel 1977.
Il club accedette alla massima serie nel 1979, ottenendo nella stagione d'esordio il terzo posto finale. Negli anni di permanenza nella massima serie hongkonghese ottenne due secondi posti, nella stagione 1982-1983 ed in quella seguente. Il club nella sua breve esistenza si aggiudicò due FA Cup, Viceroy Cup ed una Hong Kong Senior Challenge Shield.
Il Bulova non si iscrisse alla Hong Kong First Division League 1984-1985 e chiuse definitivamente i battenti nel 1985.

## Palmarès

### Competizioni nazionali
- Hong Kong Football Association Cup: 2

1982, 1983
- Hong Kong Viceroy Cup: 2

1982, 1983
- Hong Kong Senior Challenge Shield: 1

1984